# 歌代和正
歌代 和正（うたしろ かずまさ、1960年 - ）は、日本の翻訳家。
埼玉県出身。2004年5月から2018年6月まで一般社団法人JPCERTコーディネーションセンター(JPCERT/CC) 代表理事。2018年6月より同専務理事。
2006年4月現在、インターネットイニシアティブ特別研究員、WIDEプロジェクト会員、セキュアスカイ・テクノロジー顧問。

## エピソード
- 『Perl5 デスクトップリファレンス 第3版』（#著作参照）翻訳の際、序文を寄せたラリー・ウォールが『Goldilocks and the Three Bears』にかけて仕掛けたジョークの翻訳に、図書館や編集部、本屋の児童コーナーを駆けずり回ったという

## 著作

### 翻訳・監訳
- 詳説 正規表現 - オライリー・ジャパン、1999年4月、ISBN 4-90090-045-1
- ファイアウォール構築シリーズ
  - ファイアウォール構築 VOLUME1 第2版理論と実践 - オライリー・ジャパン、2002年12月、ISBN 4-87311-111-0
  - ファイアウォール構築 VOLUME2 第2版インターネットサービス - オライリー・ジャパン、2003年1月、ISBN 4-87311-112-9
- VPN 第2版 - オライリー・ジャパン、2000年5月、ISBN 4-90090-085-0
- デスクトップリファレンスシリーズ
  - 正規表現 デスクトップリファレンス - オライリー・ジャパン、2004年1月、ISBN 4-87311-170-6
  - Perl5 デスクトップリファレンス 第3版- Programming tools - - オライリー・ジャパン、2000年11月、ISBN 4-87311-031-9
- BSDカーネルの設計と実装-FreeBSD詳解- - アスキー、2005年10月18日、ISBN 4756146791

### プログラム
- jcode.pl - Perlで記述された日本語変換ライブラリ
- a2ps(.pl) (ASCII to PS)
テキストファイルをPostScriptに変換するフィルタスクリプト。変換した日時を埋め込む機能に2000年問題によるバグがあったため、未修正版では2000年が19100と印刷される。PostScriptを印刷に使うUnix環境でのテキストファイル印刷においては定番。
- fep (front end processor)
Unixプロセスの標準入出力のフロントエンドとして動作し、readlineライブラリライクなインタフェースを提供する。
- sl
Unix系オペレーティングシステムのコマンドの1つで、コンソール画面をアスキーアートで描かれた蒸気機関車(SL)が走り抜けるジョークプログラム。